# Gryllomorpha sovetica
Gryllomorpha sovetica är en insektsart som beskrevs av Andrej Vasiljevitj Gorochov 2009. Gryllomorpha sovetica ingår i släktet Gryllomorpha och familjen syrsor. Inga underarter finns listade i Catalogue of Life.